# Tordouet
Tordouet est une ancienne commune française, située dans le département du Calvados en région Normandie, devenue le 1er janvier 2016 une commune déléguée au sein de la commune nouvelle de Valorbiquet.
Elle est peuplée de 266 habitants.

## Géographie
Tordouet est un village du Calvados en Normandie, situé dans le pays d'Auge entre Orbec et Lisieux. Son altitude est de 88 m pour le point le plus bas et 181 m pour le point le plus élevé. Le village est situé dans un environnement vallonné, entouré de forêt et de bocage, où l'on trouve élevage (vaches laitières et chevaux) et culture de pomme à cidre. Tordouet est une des communes de l'aire géographique des AOC fromagères camembert de Normandie, livarot, pont-l'évêque et des AOC calvados Pays d'Auge et cidre Pays d'Auge.
Tordouet est reliée aux agglomérations de Lisieux et Orbec par le réseau des Bus Verts du Calvados (arrêts à Saint-Cyr-du-Ronceray ou La Chapelle-Yvon). En matière d'axes routiers, Tordouet est reliée, via La Chapelle-Yvon par la RD 519, à Lisieux et Orbec. Par l'A28 puis l'A13, Tordouet est à moins de deux heures de Paris.
Trois ruisseaux, le ruisseau de la Fontaine du Noyer, le ruisseau de la Fontaine Vas et le ruisseau de la Vallée Verrier confluent à la sortie du village pour se jeter plus loin dans l'Orbiquet près de la commune voisine de La Chapelle-Yvon.

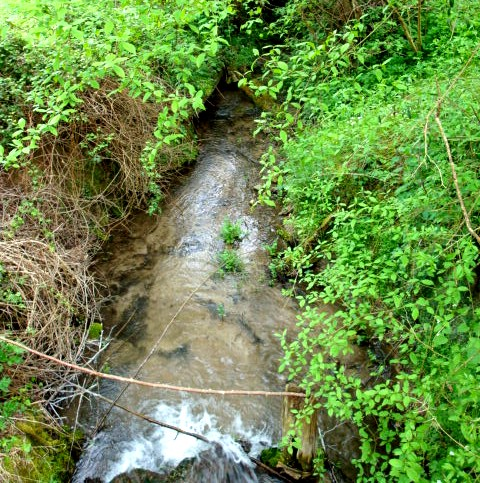
Le ruisseau de la Fontaine du Noyer.
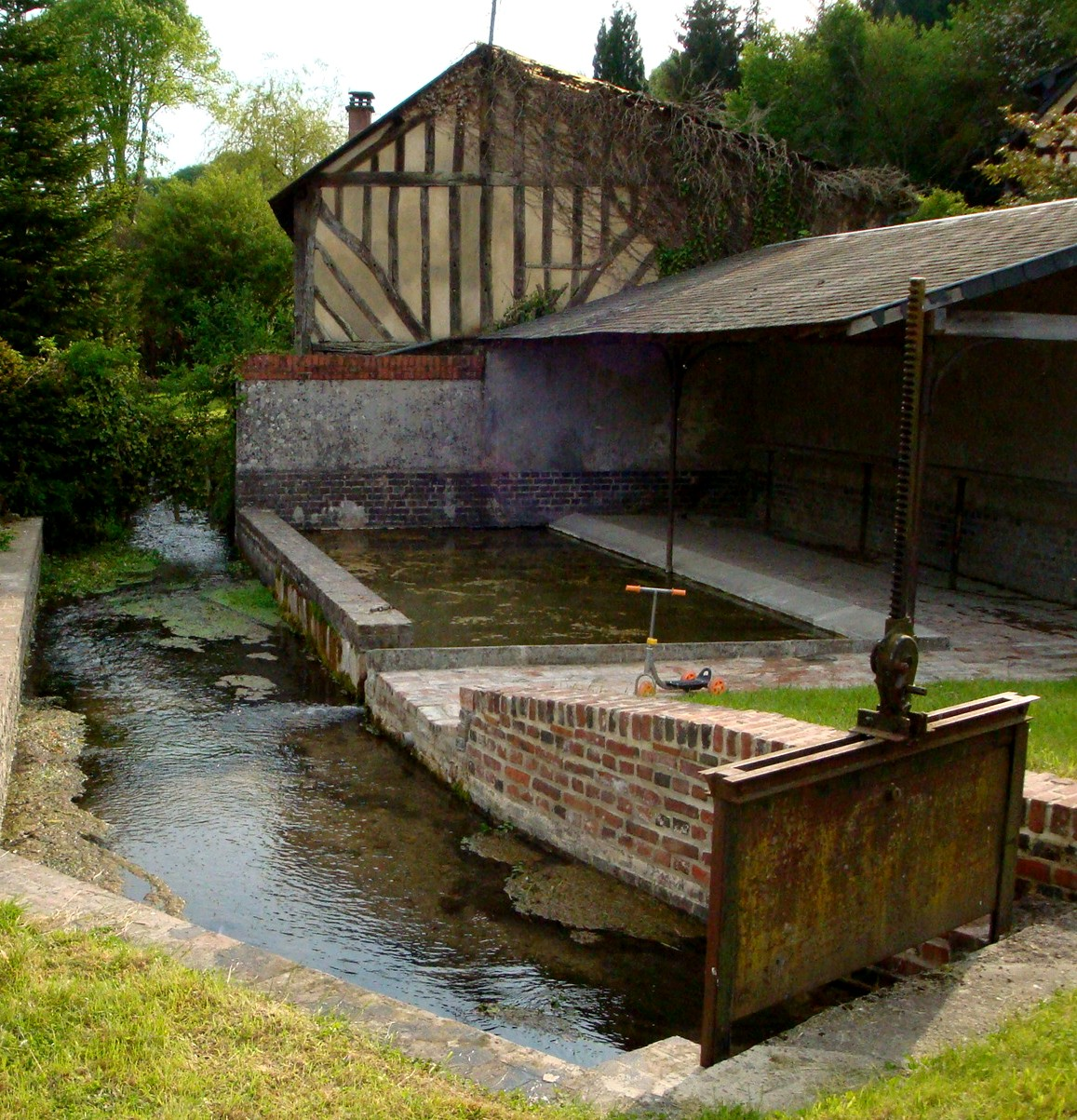
Le ruisseau de la Fontaine Vas et le lavoir de Tordouet.
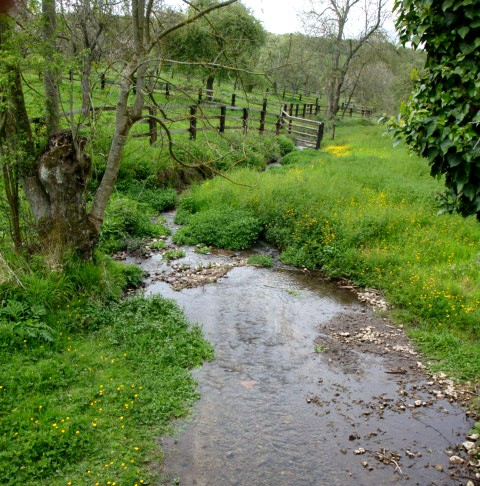
Le ruisseau de la vallée Verrier.

Tordouet bénéficie d'un climat tempéré océanique (voir par exemple Lisieux pour l'ensoleillement et les températures).
| Saint-Cyr-du-Ronceray | Saint-Pierre-de-Mailloc, La Chapelle-Yvon | Saint-Martin-de-Bienfaite-la-Cressonnière |
| Saint-Cyr-du-Ronceray | Tordouet                                  | Saint-Martin-de-Bienfaite-la-Cressonnière |
| Fervaques             | Cernay                                    | Saint-Martin-de-Bienfaite-la-Cressonnière |

## Toponymie

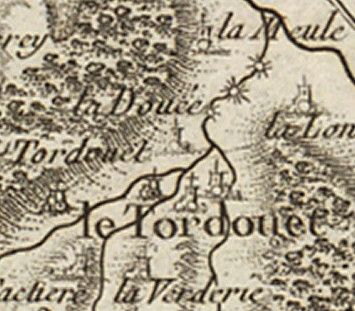
Extrait de la carte de Cassini (fin XVIIIe siècle).

L'étymologie couramment acceptée pour Tordouet décompose le mot en Tor-douet avec tors ancienne forme pour tordu, issu du latin tortus, participe passé de torquere, tordre, et douet qui signifie ruisseau en patois normand (origine latine du latin ductus - le conduit). C'est donc le « ruisseau qui fait des détours » ou le « ruisseau sinueux ». Le gentilé de Tordouet dérive de cette étymologie : c'est le Tortedictin - ou la Tortedictine. À noter l'analogie avec Tourouvre (Orne, attesté sous la forme latinisée Tortum Robur au XIIe siècle) « tors rouvre » et Le Torquesne (Calvados) « tors chêne ».
On peut proposer d'autres sens en jouant sur l'élément tort : si tort est attesté dans le sens tordu, en particulier pour un chemin, on trouve aussi, dès le XIIe siècle, tort en tant qu'antonyme de raison. Ce serait le mauvais ruisseau. Mais quel serait le bon ? L'Orbiquet ? On peut tenter une explication en considérant qu'en allant de Lisieux vers Chartres, il existe un détour par Tordouet, en suivant ce ruisseau, qui redescend ensuite sur Bienfaite par une voie romaine ralliant la route principale sur la rive droite de l'Orbiquet. Mais cette explication alambiquée ne peut que difficilement prévaloir sur la précédente.
Un douet est aussi un lavoir en normand - endoueter le lin, c'est laver le lin.
La carte de Cassini (voir ci-contre), qui date de la seconde moitié du XVIIIe siècle, mentionne Tordouet avec un article : Le Tordouet. Cet article, précisément, semble écarter une autre étymologie approximative de « tor » pour « trois » (les trois ruisseaux).
Noter, sur la carte, les trois moulins en aval de Tordouet sur le ruisseau qui rejoint l'Orbiquet au nord-est.
Les habitants de Tordouet sont les Tortédictins ou Tordouetdictins. Les anciens de la commune disent Tordédictins.

## Politique et administration
| Période                                  | Période       | Identité         | Étiquette | Qualité                       |
| ---------------------------------------- | ------------- | ---------------- | --------- | ----------------------------- |
| mars 1951                                | mars 2001     | Pierre Bauche    |           |                               |
| mars 2001                                | mars 2008     | Rolande Fouquier |           |                               |
| mars 2008                                | mars 2014     | Isabelle Rojkoff | SE        | Animatrice en milieu scolaire |
| mars 2014                                | décembre 2015 | Pierre Mounier   | SE        | Retraité                      |
| Les données manquantes sont à compléter. |               |                  |           |                               |

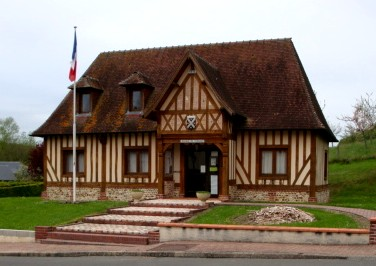
La mairie.

Le conseil municipal est composé de onze membres dont le maire et un adjoint.

## Démographie
En 2021, la commune comptait 266 habitants. Depuis 2004, les enquêtes de recensement dans les communes de moins de 10 000 habitants ont lieu tous les cinq ans (en 2004, 2009, 2014, etc. pour Tordouet) et les chiffres de population municipale légale des autres années sont des estimations.
Tordouet a compté jusqu'à 1 350 habitants en 1806.
| 1793  | 1800  | 1806  | 1821  | 1831  | 1836  | 1841  | 1846  | 1851 |
| ----- | ----- | ----- | ----- | ----- | ----- | ----- | ----- | ---- |
| 1 275 | 1 348 | 1 350 | 1 295 | 1 142 | 1 091 | 1 045 | 1 023 | 963  |

| 1856 | 1861 | 1866 | 1872 | 1876 | 1881 | 1886 | 1891 | 1896 |
| ---- | ---- | ---- | ---- | ---- | ---- | ---- | ---- | ---- |
| 891  | 929  | 896  | 725  | 676  | 605  | 562  | 501  | 421  |

| 1901 | 1906 | 1911 | 1921 | 1926 | 1931 | 1936 | 1946 | 1954 |
| ---- | ---- | ---- | ---- | ---- | ---- | ---- | ---- | ---- |
| 385  | 375  | 334  | 279  | 301  | 289  | 296  | 298  | 297  |

| 1962 | 1968 | 1975 | 1982 | 1990 | 1999 | 2004 | 2009 | 2014 |
| ---- | ---- | ---- | ---- | ---- | ---- | ---- | ---- | ---- |
| 280  | 273  | 245  | 271  | 256  | 293  | 284  | 276  | 272  |

| 2018 | - | - | - | - | - | - | - | - |
| ---- | - | - | - | - | - | - | - | - |
| 271  | - | - | - | - | - | - | - | - |

## Culture locale et patrimoine

### Lieux et monuments

#### L'église
L'église de Tordouet est dédiée à saint Michel. Du sommet du coteau où elle est bâtie, elle domine les maisons du village et la campagne alentour.

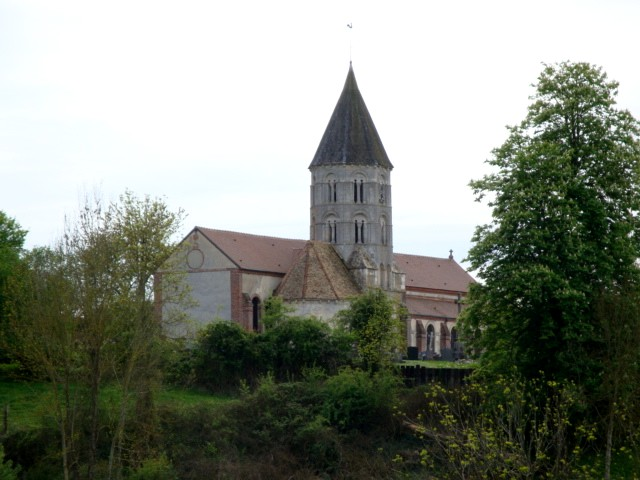
L'église Saint-Michel.
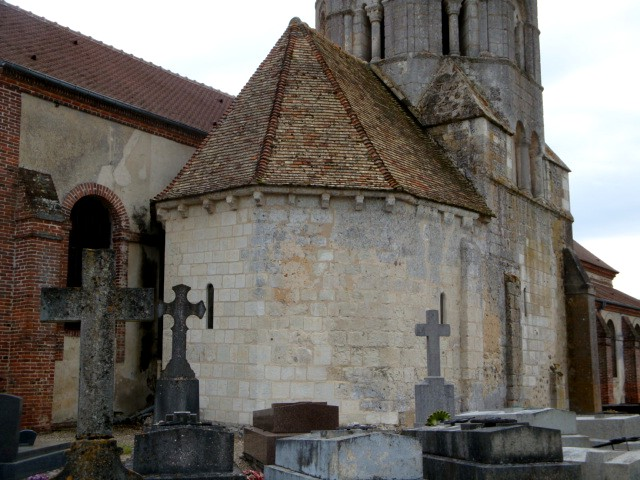
L'abside romane (XIe siècle).
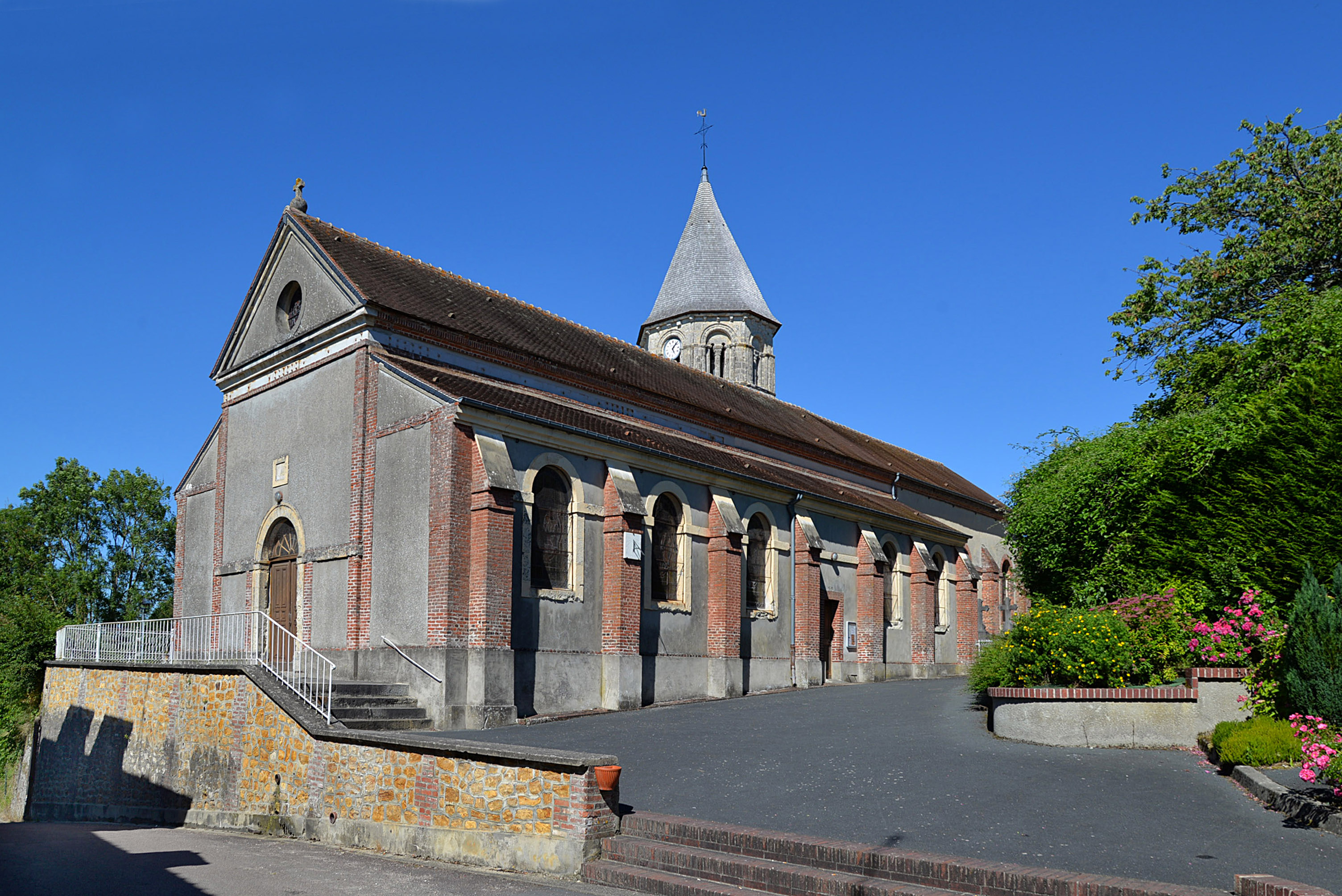
L'église Saint-Michel. Vue sud-ouest.
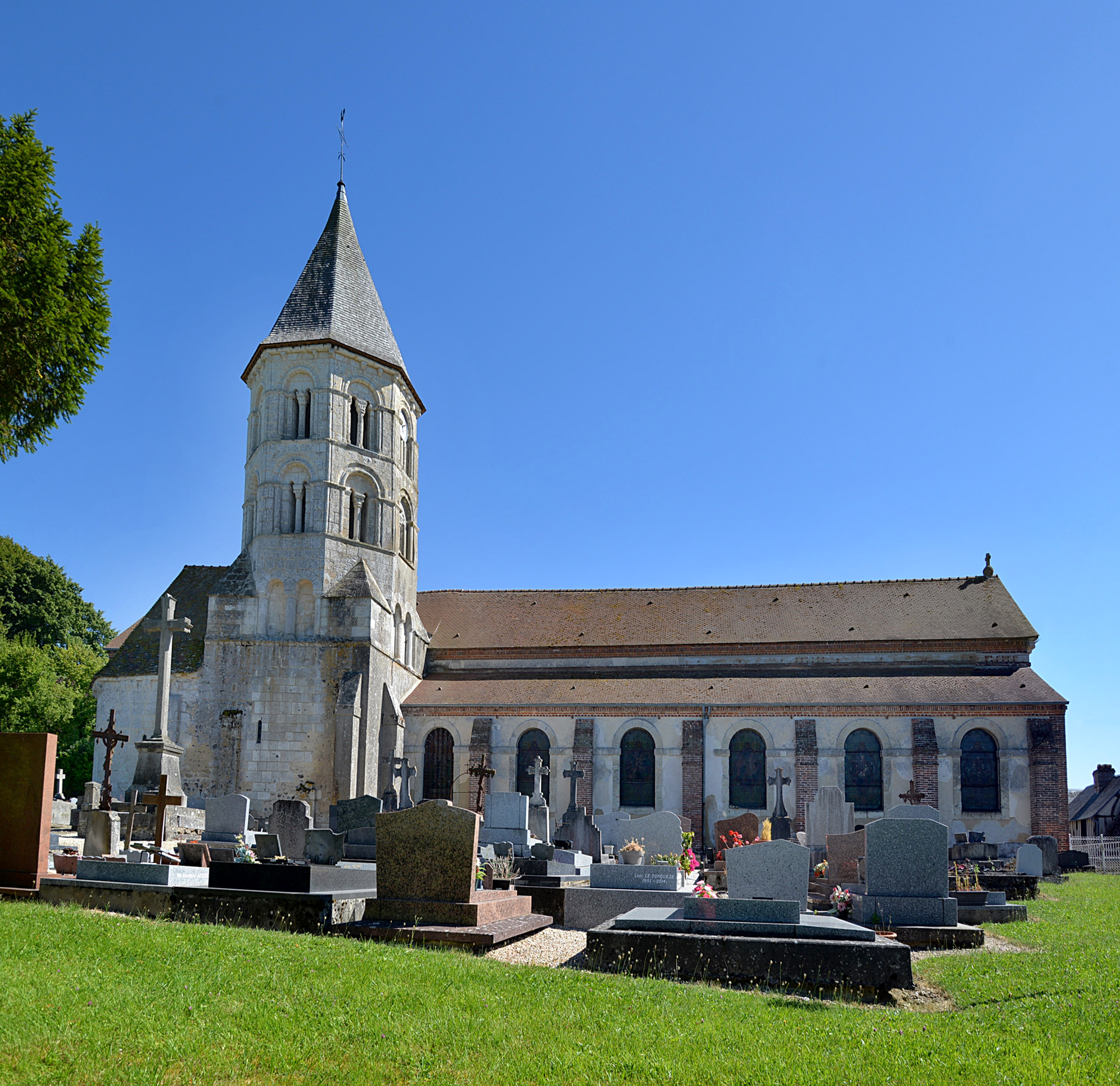
L'église Saint-Michel. Vue nord.
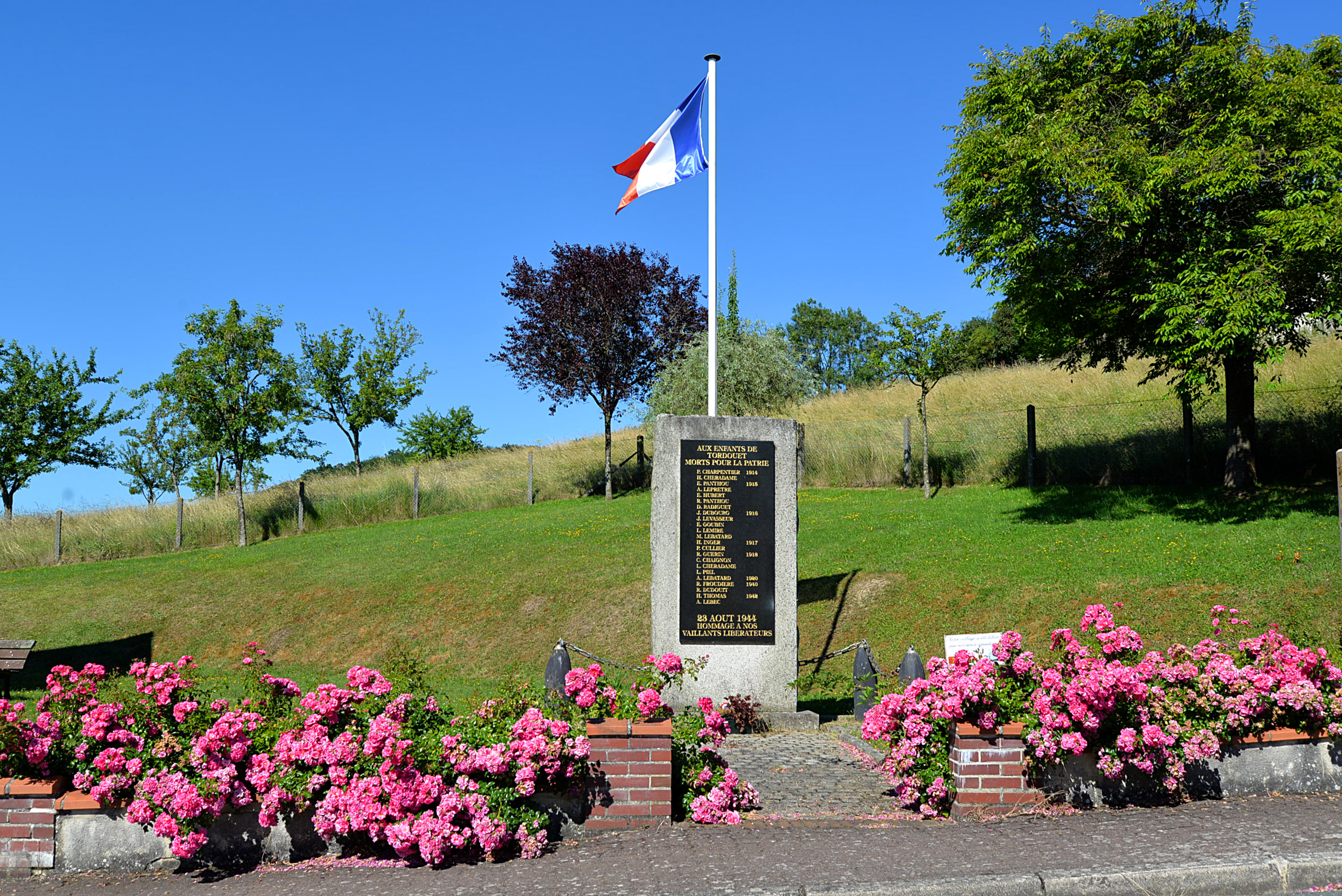
Le monument aux morts.

#### Le manoir
Le manoir de Tordouet a été construit au XVe siècle par Odon de Saint-Ouen, sur une motte, à l'emplacement même d'une ancienne place forte. Situé sur un éperon escarpé, à environ 150 mètres au nord de l'église Saint-Michel, ce manoir est constitué d'une base faite de silex gris et de pierres calcaires et d'un étage en pans de bois présentant un léger encorbellement.

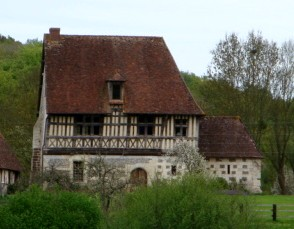
La façade ouest du manoir de Tordouet.
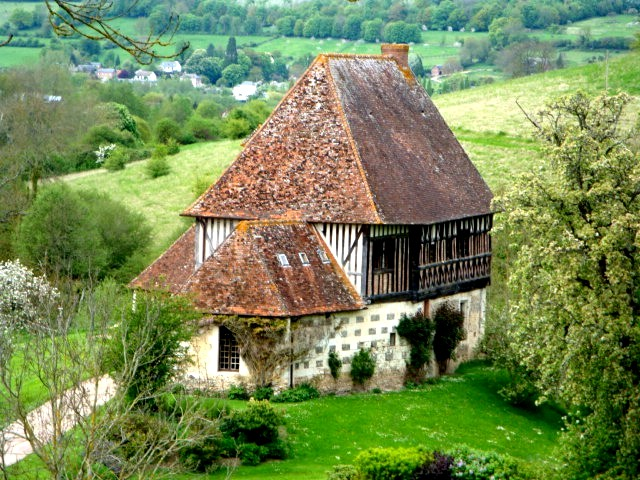
Le pignon sud et son aile basse.
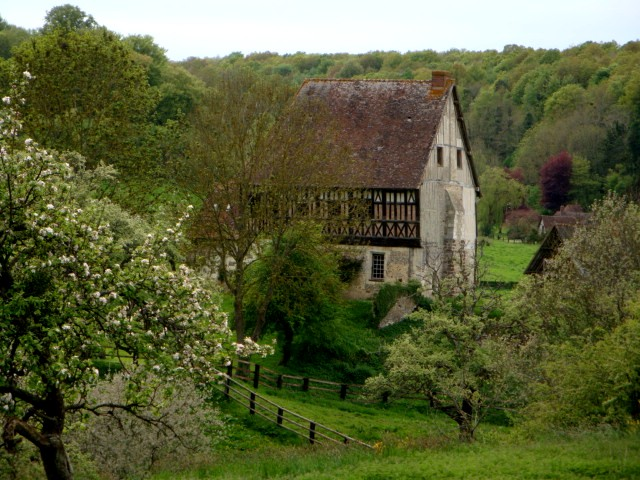
La façade est et le pignon nord.
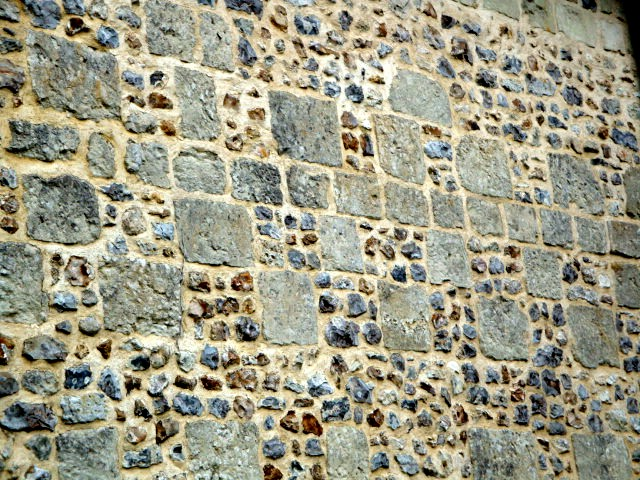
Maçonnerie d'un bâtiment annexe.

### Personnalités liées à la commune

#### La famille de Saint-Ouen

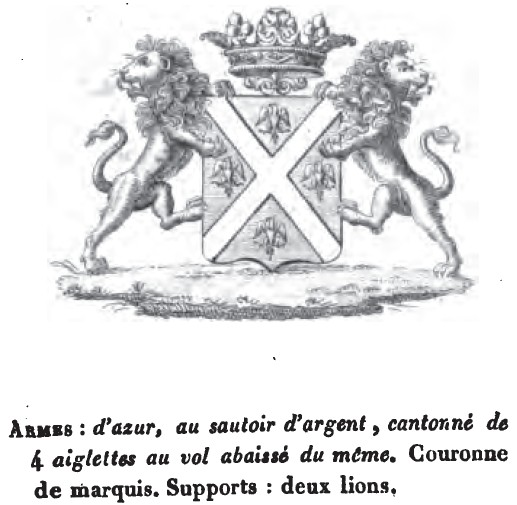
Armes de la famille de Saint-Ouen.

La famille de Saint-Ouen est importante à deux titres pour Tordouet : elle est à l'origine de la construction du manoir de Tordouet et le village tire son blason des armes des Saint-Ouen.
Cette famille prend son nom d'un fief situé dans l'élection d'Arques (maintenant Saint-Ouen-sous-Bailly, près d'Envermeu dans la Seine-Maritime). On trouve la trace d'un Gilbert de Saint-Ouen en 1103. Une branche de cette maison aurait suivi Guillaume de Normandie à la conquête de l'Angleterre en 1066 et s'y serait fixée.
La filiation de ceux qui nous intéressent ici est établie depuis Guillaume de Saint-Ouen, seigneur de Saint-Ouen qui vit au milieu du XIIe siècle. Six générations plus tard, on trouve Jean de Saint-Ouen, seigneur de Saint-Ouen, de Douville, etc. et vicomte d'Orbec, bailli de Caux, qui servit dans l'armée de Charles VI. Jean est le père d'Édouard, premier de la famille à devenir seigneur de Tordouet.
La suite de l'article présente la généalogie des Saint-Ouen, seigneurs de Tordouet, depuis le milieu du XVe siècle jusqu'à la seconde moitié du XVIIe siècle :
1. Édouard - ou Odon - de Saint-Ouen, seigneur de Douville, épouse en 1453 Jeanne du Buisson, dame de Tordouet, de Rochères, de la Chapelle-Yvon et de Mailloc, fille de Henri du Buisson, seigneur de Tordouet. Tordouet entre donc dans la famille de Saint-Ouen par alliance. De ce mariage est issu René de Saint-Ouen, seigneur d'Ouville, qui épouse en 1480 Marguerite de l'Estandart et dont est issu le suivant.
2. Olivier de Saint-Ouen, chevalier, seigneur de Tordouet. C'est lui qui fait construire le manoir de Tordouet. Il épouse, en 1515, Madeleine de Mannoury fille de Guillaume de Mannoury et de Madeleine Stuart, descendante de la maison royale d'Écosse. De ce mariage est issu Gabriel de Saint-Ouen, seigneur de la Forêt-Auvray, qui épouse Marguerite d'Harcourt, dont est issu le suivant.
3. Olivier de Saint-Ouen, seigneur de Tordouet. Il épouse, en 1568, Prégente de Vassy.
4. Jacques de Saint-Ouen, seigneur de Tordouet. Calviniste, il abjure le 21 mars 1585 et s'allie avec Anne de Morais en 1594.
5. Jean de Saint-Ouen, seigneur de Tordouet, de Magny, de Mondesert, de Fresnay-sur-Mer, etc. Il épouse, en 1617, Adrienne de Warignies.
6. Tannegui de Saint-Ouen, seigneur de Tordouet, de Magny et de Fresnay-sur-Mer. Il épouse Hélène de Briqueville. Il est vivant en 1666. C'est le dernier Saint-Ouen seigneur de Tordouet.

### Héraldique
| Armes de Tordouet | Les armes de Tordouet se blasonnent ainsi : De sable, au sautoir d'argent cantonné de quatre aiglettes du même. Elles viennent des armoiries de la famille de Saint-Ouen qui a fait construire le manoir. En réalité, les armes de la famille de Saint-Ouen sont : D'azur, au sautoir d'argent cantonné de quatre aiglettes au vol abaissé de même, donc fond bleu et aiglettes avec ailes en position basse (voir la section Personnalités liées à la commune ci-après). Édouard de Saint-Ouen avait pour cri « Saucy » qui était le nom d'un de ses ancêtres et dont les armes étaient plus proches de celles de Tordouet : De sable, au sautoir d'argent cantonné de quatre aiglettes au vol abaissé de même. Restait aux aiglettes à redresser leurs ailes. |